# 227065 Romandia
227065 Romandia è un asteroide della fascia principale. Scoperto nel 2005, presenta un'orbita caratterizzata da un semiasse maggiore pari a 3,9519500 UA e da un'eccentricità di 0,0964113, inclinata di 4,27076° rispetto all'eclittica.